# État fédéré
Un État fédéré est un État qui fait partie d'un État fédéral.

## Citoyenneté
Ses ressortissants peuvent être considérés comme sociologiquement dotés d'une double citoyenneté et d'une double loyauté, celle qui relève ou va à la fédération, celle qui relève ou va à l'État membre, soit l'État fédéré.
Sur le plan juridique cependant, seule la citoyenneté de l'État fédéral est prise en compte par le droit international public.

## Fonctionnement
Généralement, certaines compétences sont, par nature, plus enclines à être exercées par le pouvoir central ; d'autres sont par nature à portée plus locale, et donc exercées par les entités fédérées. Ainsi, les États fédérés doivent souvent déléguer la politique extérieure pour adhérer à un État fédéral.
Pour pouvoir assurer ses fonctions chaque État lève ses propres impôts et taxes. Au sein de la fédération, il peut par ailleurs être organisé une péréquation financière entre États fédérés riches et pauvres.

## Compétences fédérales ou fédérées

### Exemples de compétences exercées par l'État fédéral
- la diplomatie ;
- la défense ;
- la politique monétaire ;
- l'économie.

### Exemples de compétences exercées par les entités fédérées
- l'état des personnes (mariage, divorce, décès et naissances) ;
- l'éducation ;
- la sécurité publique ;
- la politique fiscale locale ;
- la santé ;

Ceci n'a rien d'une règle générale, puisque chaque fédération est unique. Ainsi, certains États fédérés ont leur propre diplomatie.

## Quelques dénominations d'entités fédérées
- Argentine : province
- Allemagne : Land
- Autriche : Land
- Australie : État (il existe aussi des territoires, auto-administrés ou gérés directement par l'État fédéral)
- Belgique[2] : communauté, région administrative et région linguistique.
- Bosnie-Herzégovine : entité (entitet)
- Brésil : État
- Canada : province (Les divisions nommées territoires sont des divisions administratives qui relèvent du Parlement fédéral canadien, qui a attribué certains pouvoirs à leurs administrations locales par une simple loi, contrairement aux provinces.)
- Comores : Îles
- Émirats arabes unis : émirat
- États-Unis : État
- Éthiopie : région
- Inde : État et territoire
- Irak : Région
- Malaisie : État
- Mexique : État
- États fédérés de Micronésie : État
- Nigeria : État
- Palaos : État
- Pakistan : province (il existe aussi des territoires)
- Russie : république, oblast, krai, okroug
- Saint-Christophe-et-Niévès : Île
- Soudan : État (ou wilayat)
- Soudan du Sud : État
- Suisse : Canton
- Venezuela : État

L'Union européenne composée de 27 États, n'est pas un État fédéral, ni une confédération ; mais s'apparenterait plutôt à une forme sui generis.
Certains États fédéraux disposent d'un ou plusieurs territoires qui n'appartiennent à aucune entité fédérée. Dans certains cas un district fédéral, territoire central (ou sous une autre appellation) héberge les institutions fédérales.
Nota : La Constitution espagnole de 1978 reconnaît des communautés autonomes disposant d'une certaine indépendance tout en restant intégrées à l'État espagnol. Il ne s'agit pas d'États à proprement parler, on parlera plutôt d'État régional.